# Зильберман, Светлана
Светлана Зильберман (урождённая Белясова; род. 10 мая 1958) — советская и израильская бадминтонистка.

## Карьера
Начала заниматься бадминтоном в Могилёве. Её тренером был Михаил Зильберман. В 1986 году стала бронзовым призёром чемпионата Европы в одиночном разряде.
Позже вышла замуж за своего тренера. В конце 1980-х семья переехала в подмосковный Одинцово, а ещё позже - в Израиль. 12-кратная чемпионка СССР, 53-кратная чемпионка Израиля.
Чемпионка СССР:
- одиночный разряд - 1980, 1981, 1984
- парный разряд - 1980, 1981, 1983, 1984, 1987
- смешанный разряд - 1979, 1983, 1984, 1986

Чемпионка Израиля:
- одиночный разряд - 1991, 1992, 1994, 1995, 1996, 1997, 1998, 1999, 2000, 2001, 2002, 2003, 2004, 2005, 2006, 2007, 2008
- парный разряд - 1991, 1992, 1994, 1995, 1996, 1997, 1998, 1999, 2000, 2001, 2002, 2003, 2004, 2005, 2007, 2008
- смешанный разряд - 1991, 1992, 1994, 1995 1996, 1997, 1998, 1999, 2000, 2001, 2002, 2003, 2004, 2005, 2006, 2007, 2008, 2009, 2010, 2011, 2012, 2014

В миксте выступает с сыном — Мишей Зильберманом.